# Comme une étoile (chanson de Booba)
Pour les articles homonymes, voir Comme une étoile.
Pistes de Lunatic
Si tu savais
(10) Paradis
(12)
Comme Une Étoile est une chanson de Booba apparaissant dans l'album Lunatic, sorti en 2010.
La chanson traitant du thème de la mort, un clip sortira le 3 juin 2011, en hommage au rappeur Bram's, proche de Booba, mort deux semaines plus tôt.